# アーラ・ディ・ストゥーラ
アーラ・ディ・ストゥーラ（伊: Ala di Stura）は、イタリア共和国ピエモンテ州トリノ県にある、人口約500人の基礎自治体（コムーネ）。

## 地理

### 位置・広がり

#### 隣接コムーネ
隣接するコムーネは以下の通り。
- バルメ
- キアランベルト
- チェーレス
- グロスカヴァッロ
- レーミエ
- メッツェニーレ

## 行政

### 分離集落
アーラ・ディ・ストゥーラには、以下の分離集落（フラツィオーネ）がある。
- Cresto, Martassina, Mondrone, Pertusetto, Pian del Tetto, Villar,Maronera, Prato Alto, Masone, Croce, Canova, Prussello